# 평창문화로

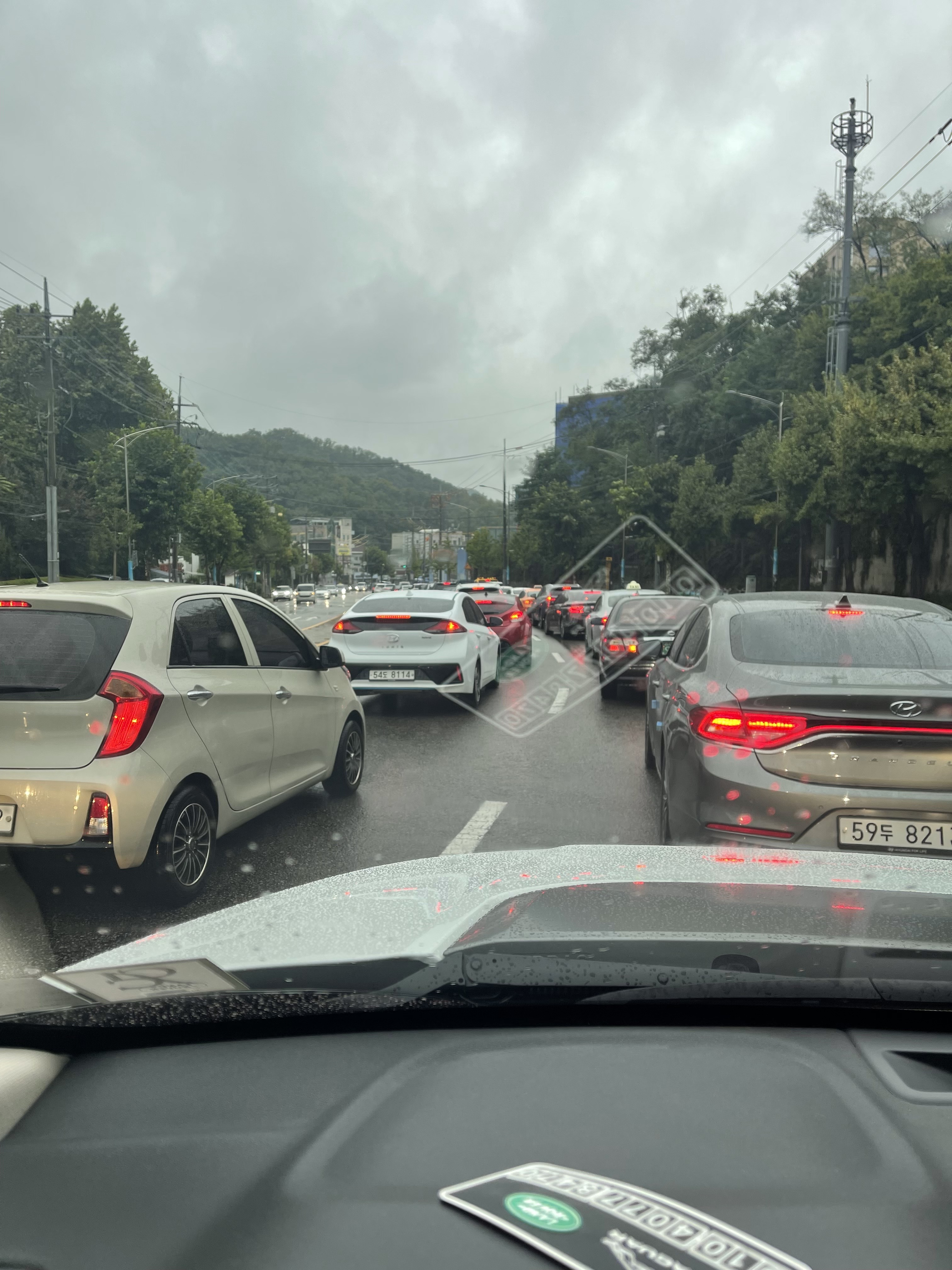
Way to Gwanghwamun

평창문화로(平倉文化路, Pyeongchangmunhwa-ro)는 서울특별시 종로구 신영동 20-1에서 평창동 산6-2까지를 잇는 도로이다. 도로명은 평창동에 문화예술인이 많이 거주하는 것에서 유래하였다.

## 연혁
- 2012년 4월 6일: 종로구 도로명 주소 고시

## 주요 경유지
서울특별시
- 종로구 (신영동 - 평창동)

## 노선
| 교차로            | 접속 노선       | 소재지          | 소재지          | 비고             |
| 세검정로와 직결   | 세검정로와 직결 | 세검정로와 직결 | 세검정로와 직결 | 세검정로와 직결  |
| ----------------- | --------------- | --------------- | --------------- | ---------------- |
| 신영동삼거리      | 세검정로        | 종로구          | 부암동          |                  |
| 진흥로            |                 | 종로구          | 부암동          |                  |
|                   | 평창길          | 종로구          | 평창동          | 교차로 이름 없음 |
| 평창8길           |                 | 종로구          | 평창동          | 교차로 이름 없음 |
|                   | 평창10길        | 종로구          | 평창동          | 교차로 이름 없음 |
| 평창11길          |                 | 종로구          | 평창동          | 교차로 이름 없음 |
|                   | 평창20길        | 종로구          | 평창동          | 교차로 이름 없음 |
|                   | 평창24길        | 종로구          | 평창동          | 교차로 이름 없음 |
|                   | 평창30길        | 종로구          | 평창동          | 교차로 이름 없음 |
|                   | 평창36길        | 종로구          | 평창동          | 교차로 이름 없음 |
|                   | 평창길          | 종로구          | 평창동          | 교차로 이름 없음 |
| 북악터널 (형제봉) |                 | 종로구          | 평창동          |                  |
| 정릉로와 직결     |                 |                 |                 |                  |